# Літерний поїзд
Літерний поїзд — умовна назва поїздів високої важливості, що перевозять цінні вантажі або вельми іменитих персон (найчастіше — перших осіб держави). Спочатку літерними називалися поїзди, в позначенні яких використовувався не цифровий номер, а літера, на знак їх особливого, спеціального призначення. Пізніше ця назва закріпилася за всіма поїздами високої важливості.
При русі по залізничній магістралі літерний поїзд має найвищий пріоритет: рух інших поїздів (номерних) завжди підлаштовується під графік руху літерного. Крім того, на станціях і роз'їздах літерні поїзди обслуговуються в першу чергу.
Часто у складі літерного поїзда присутні спеціальні вагони (вагони-салони, броньовані вагони та інші). В абсолютній більшості випадків спеціальними службами забезпечується охорона літерного поїзда на всьому шляху його проходження.